# T.J. Bass
T.J. Bass (Deming, 31 marzo 1999) è un giocatore di football americano statunitense che milita nel ruolo di guardia per i Dallas Cowboys della National Football League (NFL).

## Carriera

### Dallas Cowboys
Dopo non essere stato scelto nel Draft NFL 2023, Bass firmò con i Dallas Cowboys. Disputò una pre-stagione positiva, diventando l’unico uomo di linea a non concedere alcuna pressione sul proprio quarterback in tre partite. Il 29 agosto fu annunciato che era rientrato nei 53 uomini del roster per l’inizio della stagione regolare. Nella sua stagione da rookie disputò tutte le 17 partite, di cui 2 come titolare.